# Usher-Syndrom
Das Usher-Syndrom ist eine Hörsehbehinderung, welche autosomal-rezessiv vererbt wird.
Beim Menschen sind ca. 40 Syndrome bekannt, die als Symptome Gehörlosigkeit in Kombination mit Blindheit beinhalten. Bei jedem zweiten betroffenen Patienten ist das Usher-Syndrom der Auslöser; somit ist es die häufigste Ursache von erblicher Blind-Taubheit.

## Beschwerden und Symptome
Definiert wird das Usher-Syndrom durch früh einsetzende Innenohrschwerhörigkeit oder Gehörlosigkeit von Geburt an und später einsetzenden Verlust des Sichtfeldes, verursacht durch Retinopathia pigmentosa (RP, früher als „Retinitis pigmentosa“ bezeichnet). Das Absterben der Photorezeptoren vollzieht sich in der Regel von der Peripherie zur Makula hin. Wie für eine Retinopathia pigmentosa typisch kommt es im Verlauf erst zu Nachtblindheit und dann zu einer langsamen Einschränkung des Gesichtsfeldes bis hin zu einem sich immer mehr verengenden „Tunnelblick“, was in einem späteren Stadium in der Regel je nach Usher-Subtyp zur Erblindung führt. Die Hörbeeinträchtigung beim Usher-Syndrom beruht im Wesentlichen auf einer Schädigung der Haarzellen in der Schnecke des Innenohres. Sie liegt meist ab Geburt in Form von Taubheit oder mittel- bis hochgradiger Schwerhörigkeit vor.
Nachdem der klinisch heterogene Verlauf des Usher-Syndroms bereits beschrieben worden war, wurde das Usher-Syndrom nach klinischen Merkmalen in drei Typen unterteilt. Danach ist ein Patient mit Usher-Typ 1 (USH1), dem schwersten Verlauf dieser Krankheit, von Geburt an taub, und die beginnende Retinopathia pigmentosa kann ab dem 10. Lebensjahr diagnostiziert werden. Zusätzlich ist der Gleichgewichtssinn vieler, aber nicht aller Patienten gestört. Bei Usher-Typ 2 (USH2) wird eine konstant bleibende, aber hochgradige Schwerhörigkeit festgestellt und die beginnende Retinopathia pigmentosa setzt während der Pubertät ein. Usher-Typ 3 (USH3) unterscheidet sich von USH1 und USH2 durch das spätere Einsetzen sowohl der Taubheit als auch der Retinopathia pigmentosa. Der Gehörverlust setzt postlingual ein und ist fortschreitend. Die Retinopathia pigmentosa setzt bei USH3-Patienten erst im zweiten Lebensjahrzehnt ein. Die Einteilung in diese drei Typen wird nach wie vor verwendet.
In seltenen Fällen geht das Usher-Syndrom auch mit epileptischen Anfällen einher.

## Geschichte
Vermutlich beschrieb schon im Jahr 1858 Albrecht von Graefe, ein Pionier der modernen Ophthalmologie, erstmals das Usher-Syndrom. Er berichtete von dem Fall eines tauben Patienten mit Retinitis pigmentosa, der zwei in gleicher Weise betroffene Brüder hatte.
Einer von Graefes Schülern, Richard Liebreich, untersuchte kurze Zeit später die Bevölkerung von Berlin auf Krankheitsbilder von Taubheit mit Retinopathia pigmentosa. Er betonte bereits die rezessive Natur dieser Krankheit, da die Fälle von Blind-Taubheits-Kombination besonders bei Geschwistern aus blutsverwandten Ehen oder aber in Familien mit Betroffenen in verschiedenen Generationen auftraten. Zusätzlich lieferten seine Beobachtungen die ersten Beweise für die gekoppelte Vererbung der Erblindung und Taubheit, da sich keine Fälle von isolierter Blind- oder Taubheit in den Stammbäumen finden ließen.
Benannt wurde das Krankheitsbild schließlich nach dem britischen Ophthalmologen Charles Usher, der im Jahr 1914 nochmals anhand von 69 Fällen die Pathologie und Vererbung dieser Krankheit herausarbeitete.
Synonyme sind Sjögren-Hallgren-Syndrom, Hallgren-Syndrom und von-Graefe-Sjögren-Syndrom. Diese Bezeichnungen beziehen sich auf Ergänzungen durch den schwedischen Psychiater und Neurologen Karl Gustav Torsten Sjögren von 1950 und durch Bertil Hallgren von 1958.

## Genetik
Die genetische Heterogenität wurde erst gegen Ende des 20. Jahrhunderts mit Zunahme der wissenschaftlichen Methoden beschrieben. Durch Kopplungsanalysen von Patienten wurden mehrere unabhängige Loci auf verschiedenen Chromosomen identifiziert (siehe Tabelle), in denen Erbdefekte, die das Usher-Syndrom verursachen, gefunden wurden. Mit Hilfe dieser Loci wurde die Krankheit in verschiedene Subtypen eingeteilt (USH1A-G, USH2A-C, USH3A-B). Durch Sequenzierung von Kandidatengenen konnte bei den meisten Loci auch das betroffene Gen gefunden werden. Bei einem Usher-Subtyp – nämlich USH1A auf Chromosomlocus 14q32 – konnte dagegen gezeigt werden, dass dieser fehlerhaft ermittelt wurde und nicht existiert. Dagegen wurde kürzlich mit USH2D ein weiterer Subtyp inklusive betroffenem Gen entdeckt.
Inzwischen ergaben Interaktionsversuche (Hefe-Zwei-Hybrid-System, Immunpräzipitation etc.), dass die identifizierten Genprodukte miteinander in einem Proteinkomplex oder in mehreren größeren Proteinkomplexen aus verschiedenen Zelladhäsionsproteinen mit Verbindung zum Cytoskelett verbunden sind. Diese Komplexe werden zum einen an den Synapsen als auch in den reizaufnehmenden Kompartimenten (Stereocilien der Haarzellen; Außensegment der Photorezeptoren) der betroffenen Sinneszellen lokalisiert. Die Datenlage spricht dafür, dass diese Usher-Proteinkomplexe eine Rolle bei der Membranpositionierung von spezifischen Proteinen innehaben, welche vermutlich an der Signalübertragung beteiligt sind. Fehlt einer der Bestandteile, so kann dieser Proteinkomplex seine Funktion in der Zelle nicht mehr erfüllen und es kommt vermutlich zur Degeneration derselben mit den bekannten Folgen für den Patienten.
Eine Schlüsselrolle spielt hier das Gerüstprotein Harmonin, verantwortlich für Usher-Subtyp 1C. Dieses ist in der Lage, mit nahezu allen bislang bekannten Usher-Proteinen über seine sogenannten PDZ-Domänen zu interagieren. Dadurch kann Harmonin den Proteinkomplex vermitteln. Das als USH2D beschriebene Protein Whirlin besitzt ebenso PDZ-Domänen und könnte eine ähnliche Funktion einnehmen.

## Verbreitung
Epidemiologische Studien zum Usher-Syndrom zeigen eine Prävalenz von drei bis sechs Betroffenen unter 100.000 Einwohnern bei einer im Ursprung europäischen Bevölkerung, wobei Deutschland hier an der oberen Grenze liegt. Zieht man bei diesen Patientenzahlen zusätzlich das Alter der Betroffenen in Betracht, zeigt sich eine Zunahme der Prävalenz bis hin zu zehn Betroffenen unter 100.000 bis zur sechsten Lebensdekade. Die Gründe dafür dürften Schwierigkeiten bei der Diagnose des Usher-Syndroms sein, insbesondere bei jungen Patienten mit erst beginnender Retinopathia pigmentosa wird oftmals nur die angeborene Taubheit diagnostiziert. Die effektive Prävalenz für das Usher-Syndrom dürfte also höher liegen.
Die weitere Aufteilung der Patientenzahlen in die drei Typen des Usher-Syndroms gestaltet sich uneinheitlich. Studien zeigen in Europa einen Anteil von 25 % bis 44 % USH1-Patienten und 56 % bis zu 75 % USH2-Patienten. Gleiches gilt für USH3, welches zuerst mit einem sehr kleinen Prozentsatz ermittelt wurde. Studien ergaben aber in Birmingham (Großbritannien) einen Anteil von 20 % und in Finnland macht USH3 40 % der Fälle aus. Regionale Gründereffekte tragen zur großen Bandbreite bei, aber auch hier dürften die Diagnoseschwierigkeiten die Ergebnisse verzerren.

## Diagnose und Behandlung
Eine möglichst frühe Diagnose des Usher-Syndroms ist wichtig, um beim Patienten das Trauma zu vermindern, welches bei der Entdeckung dieser Erkrankung entsteht, insbesondere wegen der möglichen Konsequenz der Erblindung bei schon eingeschränktem Hörvermögen. Wer von Geburt an hörbehindert ist, gehört zur Risikogruppe innerhalb der Bevölkerung. Weitere, oftmals erst später entdeckte Symptome, die eine Überprüfung zur Folge haben sollten, sind Nachtblindheit, Empfindlichkeit auf Lichtveränderungen und ein eingeschränktes Gesichtsfeld.
Als diagnostisches Hilfsmittel ist das Elektroretinogramm zur Untersuchung der Netzhautfunktion geeignet, schon in jungen Jahren eine einsetzende Retinopathia pigmentosa zu detektieren. Noch in der Entwicklung befinden sich DNA-Chip und Protein-Chip, welche eine schnellere Diagnose des Usher-Subtyps ermöglichen sollen. Dies kann auch zur genetischen Familienberatung beitragen. Derzeit besteht hierfür nur die aufwendige Möglichkeit, die einzelnen Chromosomenabschnitte zu analysieren.
Für die Retinopathia pigmentosa existiert noch kein Behandlungsmittel. Noch in der Erforschung befinden sich gentherapeutische Ansätze, bei denen defekte Gene in der Retina ersetzt werden könnten, oder Stammzelltherapien, bei denen die degenerierte Retina repariert werden soll. In der Entwicklung sind auch sogenannte Retina-Implantate, bei denen Mikrosystemtechnik als Prothese die Funktionen der defekten Retina ersetzen soll. Aktuell sollen so mit einem subretinalen Implantat mit einer möglichen Auflösung von 1500 Dioden wieder erste Seherfolge möglich sein.
Therapie der Wahl der Hörbehinderung ist die Versorgung mit einem Hörgerät oder bei höhergradiger Hörminderung mit einem Cochlea-Implantat. Wie andere Menschen mit nicht durch apparative Mittel auszugleichenden Hörstörungen oder nach der Entscheidung, diese nicht zu wollen, verkehren auch Usher-Betroffene unter Gehörlosen, da die Kommunikation hier auf derselben Ebene mit Gebärdensprache verläuft. Diese Art der Verständigung gelingt jedoch nur bei ausreichenden Lichtverhältnissen und genügend Abstand zum Gegenüber, damit beide Hände des Gegenübers sichtbar sind. Alternativ kann Lippenlesen eingesetzt werden, was jedoch in der Regel schlechter funktioniert. Bei zunehmender Erblindung besteht außerdem die Möglichkeit, entweder über Lormen oder über die sogenannte taktile Gebärdensprache (z. B. Tadoma und Gestuno) zu kommunizieren. Bei letzterer versucht man, die entsprechenden Gebärden zu fühlen, indem man die Hände seines Gegenübers während der Kommunikation in seine eigenen nimmt.
Abzugrenzen ist unter anderem die Choroideremie.